# Gynatoceras zephyritis
Gynatoceras zephyritis är en fjärilsart som beskrevs av Jules Pièrre Rambur 1866. Gynatoceras zephyritis ingår i släktet Gynatoceras och familjen bastardsvärmare. Inga underarter finns listade i Catalogue of Life.